# Mauzolej Gorup u Rijeci
Mauzolej Gorup na groblju Kozala u Rijeci, jedna je od najmonumentalnijih historicističkih grobnica (neoromanička, neobizantska). 

## Povijest
Grobnica je izgrađena 1882. godine prema projektu značajnog hrvatskog skulptora Ivana Rendića, koji je na riječkim grobljima ostavio nekoliko vrijednih radova. Visoki reljef "Rastanak", realistički je prikaz naručitelja i njegovo osmero djece, a jedan je od najkvalitetnijih Rendićevih radova. Naručitelj gradnje, Josip Gorup bio je kao poduzetnik i veletrgovac, te graditelj hotela „Evropa“ osoba od značaja u riječkoj povijesti. Mauzolej Gorup zaštićeno je kulturno dobro od 19. veljače 2003. godine.

## Zaštita i očuvanje
Mauzolej ima status napuštenog groba, a rješenjem Konzervatorskog odjela u Rijeci 2001. godine je stavljen pod preventivnu zaštitu, te dvije godine kasnije i trajno upisan u Registar kulturnih dobara Republike Hrvatske. S obzirom na to da je prema Odluci o grobljima Grada Rijeke o održavanju grobnih mjesta koja su proglašena spomenicima kulture dužan brinuti Grad, započelo se s realizacijom Programa zaštite i očuvanja Mauzoleja Gorup.
Građevina se nalazila u lošem stanju, jer je zbog dugogodišnjeg utjecaja vremenskih prilika i raslinja došlo do oštećenja koja su u znatnoj mjeri narušila njen stabilitet. Dvokrilna ulazna željezna vrata kripte u potpunosti su propala, dok je mozaik u unutrašnjosti kapele pretrpio značajna oštećenja prvenstveno djelovanjem oborinskih voda koje su prodirale kroz svod kupole i loše riješene prozorske otvore.
Program obnove i rekonstrukcije mauzoleja Gorup obuhvaćao je: izvođenje građevinskih i zanatskih radova te izvođenje restauratorskih radova na kamenu, na metalnim dijelovima i na mozaiku. Radovi su započeli početkom rujna 2006. godine, a planirani rok njihovog završetka bio je do kraja lipnja 2007.godine.
Obnovom mauzoleja obitelji Gorup rekonstruiran je izvorni izgled ove monumentalne grobnice poštujući na taj način autora, prvotnog vlasnika kao i spomenički karakter mauzoleja. Istodobno se nastojalo otkloniti neke nedostatke prvotne izvedbe koji su doprinijeli znatnim oštećenjima mauzoleja. Planiranom intervencijom nije došlo do promjene površine ili volumena građevine. Projektom je predviđena upotreba izvornih građevnih materijala zatečenih na grobnici te sanacija oštećenja. U dogovoru s Hrvatskim restauratorskim zavodom određeno je koji se elementi grobnice nužno moraju zamijeniti, dok su svi oštećeni elementi koje je bilo moguće zadržati bili pažljivo obnovljeni. Svi izvorni dijelovi mauzoleja koji su pali, ali nisu uništeni, sačuvani su i prilikom obnove ponovno ugrađeni. 